# Ubaldo Pasarón
Ubaldo Pasarón y Lastra (Ribadeo, Lugo, 16 de agosto de 1827-Santo Domingo, 21 de marzo de 1864) fue un militar, escritor e inventor español.
Capitán del ejército, fue destinado a Hispanoamérica. A los 19 años ya era conocido como poeta. También escribió teatro y sobre temas de la milicia. Colaboró en varios periódicos madrileños.
Personaje de gran inventiva, ideó un dirigible de rumbo fijo con el que sería posible dar la vuelta al mundo, a una altura de una legua y en 11 días. Ideó este ingenio cuando era vecino de La Habana y capitán de infantería, y lo reveló en la Gaceta de La Habana de los días 24 y 29 de abril de 1862, y poco después en un folleto publicado en dicha ciudad, en la Imprenta la Antilla, reeditado ese mismo año muy ampliado y corregido en la de la viuda de Barcina y Compañía (1862), con el título Pilotage Aereonáutico. El 23 de mayo del mismo año presentó el proyecto a Isidro Wall, conde de los Armildes de Toledo, en su carácter de intendente general de Ejército y Real Hacienda de la Isla de Cuba, quien se limitó a expedir certificación de haberle sido presentado en ese día. El gobierno simplemente archivó los planos. Fue un personaje adelantado a su época. Colaboró en la Enciclopedia moderna de Francisco de Paula Mellado en lo referido al arte militar. Recogió su obra literaria en Poesías y leyendas, Madrid: Imprenta Delgrás Hermano, 1850, y luego en Obras completas, Nueva York: Imp. de Mas, 1860, reimpresas en La Habana, 1861.